# Demòcrates (filòsof pitagòric)
Demòcrates (en llatí Democrates, en grec antic Δημοκράτης "Demokrátes") fou un filòsof pitagòric grec del qual no es coneix res de la seva vida.
Se li atribueixen una sèrie de màximes morals anomenades "Les sentències daurades" (γνῶμαι χρυσαῖ) que van ser escrites sota el seu nom en dialecte jònic i per això alguns autors creuen que eren molt antigues, encara que altres pensen que es van escriure en temps de Juli Cèsar. Destaquen per la seva solidesa i simplicitat. Algunes de les sentències les menciona Estobeu.